# Волос (дим)
Во́лос (греч. Δήμος Βόλου) — община (дим) в Греции. Входит в периферийную единицу Магнисия в периферии Фессалия. Население 144 449 человек по переписи 2011 года. Площадь общины — 385,614 квадратного километра. Плотность — 374,59 человека на квадратный километр. Административный центр — Волос. Димархом на местных выборах в 2014 году избран и на выборах в 2019 году переизбран Ахиллеас Беос.
Община Пагасес (греч. Δήμος Παγασών) создана в 1883 году (ΦΕΚ 126Α). Получила название от значительного древнего города Пагаса. Община переименована в Волос в 1954 году (ΦΕΚ 188Α). В 2010 году (ΦΕΚ 87Α) по программе «Калликратис» к общине Волос присоединены упразднённые общины Агрия, Эсония, Иолкос, Неа-Анхиалос, Неа-Иония, Портарья и Артемида, а также сообщество Макриница.

## Административное деление
Община (дим) Волос делится на девять общинных единиц.